# Goluboj lёd
Goluboj lёd (Голубой лёд) è un film del 1969 diretto da Viktor Fёdorovič Sokolov.